# Altmetric
Altmetric là một công ty khoa học dữ liệu chuyên theo dõi nơi các nghiên cứu đã xuất bản được đề cập tới trực tuyến, đồng thời cung cấp các công cụ và dịch vụ cho các tổ chức, nhà xuất bản, nhà nghiên cứu, nhà tài trợ và các tổ chức khác để giám sát các hoạt động này, thường được gọi là altmetrics. Altmetric được Ủy viên Châu Âu Máire Geoghegan-Quinn công nhận vào năm 2014 như một công ty đang thách thức các hệ thống danh tiếng truyền thống.
Altmetric là hiện là một công ty thuộc công ty mẹ Digital Science, sở hữu của Tập đoàn xuất bản Holtzbrinck.

## Khái quát
Là một thuật ngữ đầu tiên được đặt ra trong tuyên ngôn về altmetrics vào năm 2010, altmetrics (còn được gọi là 'alternative metrics', dịch là 'chỉ số thay thế') được phát triển để cung cấp cho các tác giả và các bên liên quan khác một hồ sơ toàn diện hơn về sự gắn kết với công việc học thuật, đặc biệt là từ những gì diễn ra vượt ra ngoài học viện giữa một lượng lớn đọc giả. Để làm được điều này, Altmetric theo dõi một loạt các trang và nguồn trực tuyến để tìm kiếm các 'đề cập' (bao gồm các liên kết hoặc tài liệu tham khảo bằng văn bản) đến các kết quả đầu ra mang tính học thuật (bao gồm các bài báo trên tạp chí, blog khoa học, bộ dữ liệu và hơn thế nữa). Các nguồn được đánh giá là thu hút sự quan tâm bao gồm các phương tiện truyền thông chính thống, các tài liệu chính sách công, mạng xã hội và học thuật, các diễn đàn bình duyệt sau xuất bản và gần đây là Wikipedia và dự án Open Syllabus.
Dữ liệu được theo dõi trong thời gian thực và được đối chiếu trong các trang chi tiết của Altmetric, trang này cung cấp một bản tóm tắt có thể xem chi tiết được về tất cả sự chú ý trực tuyến liên quan đến một đầu ra là một nghiên cứu.

## Lịch sử
Altmetric được thành lập bởi Euan Adie vào năm 2011. Khi còn là một nhà nghiên cứu, Adie đã từng làm việc trên Postgenomic.com, một trang blog tổng hợp khoa học nguồn mở được thành lập vào năm 2006. Năm 2011, Adie tham gia một ứng dụng altmetrics trong cuộc thi Ứng dụng cho Khoa học của Elsevier và giành chiến thắng. Số tiền thưởng đã cho phép Altmetric phát triển thành phiên bản đầy đủ của Altmetric Explorer và được phát hành vào tháng 2 năm 2012.
Vào tháng 7 năm 2012, Altmetric đã nhận thêm đầu tư từ Digital Science và trở thành một phần của tập đoàn cho đến hiện nay, với các văn phòng tại London, Đức, Hoa Kỳ và Úc.
Vào năm 2019, Altmetric và Nature nhận được tài trợ từ Quỹ đổi mới tin tức kỹ thuật số (Digital News Innovation Fund) của Google để "xây dựng một công cụ mới để đo lường tác động của báo chí".
Chỉ riêng trong năm 2020, Altmetric đã theo dõi hơn 87 triệu các đề cập trên hơn 3.4 triệu ấn phẩm nghiên cứu. Ấn phẩm được đánh giá có chỉ số quan tâm Altmetrics mạnh nhất trong năm 2020 là The proximal origin of SARS-CoV-2 (dịch là 'Nguồn gốc gần của SARS-CoV-2') đăng trên tạp chí khoa học Nature Medicine của nhà xuất bản Nature. Ấn phẩm này được ghi nhận có hơn 2800 lượt trích dẫn học thuật và nhắc tới trong gần 60 trang wikipedia ở các ngôn ngữ khác nhau với hàng chục ngàn lượt chia sẻ trên các mạng xã hội.

## Bộ chỉ số Altmetrics
Bộ chỉ số Altmetrics là một nhóm rất rộng các chỉ số, thể hiện các thành phần khác nhau mà tác động của một bài báo hoặc một công bố khoa học có thể có. Theo phân loại được ImpactStory, một tổ chức nghiên cứu phi lợi nhuận tại Vancouver, đề xuất vào tháng 9 năm 2012, và một phân loại tương tự cũng được nhà xuất bản Public Library of Science (PLoS) sử dụng, bộ chỉ số Altmetrics bao gồm các thành phần:
- Lượt xem – lượt xem trên phiên bản HTML và lượt tải phiên bản PDF của ấn phẩm.
- Thảo luận – các bình luận tạp chí (journal comments),  các trang blog khoa học, Wikipedia, Twitter, Facebook và các nền tảng mạng xã hội khác.
- Lượt đánh dấu lưu trữ – đánh dấu lưu trữ trên Mendeley, CiteULike và các đánh dấu lưu trữ trên các nền tảng mạng xã hôi (social bookmarks) khác.
- Lượt trích dẫn – các trích dẫn ở các ấn phẩm khoa học được theo dõi và ghi nhận tại Web of Science, Scopus, CrossRef và các nền tảng đánh chỉ số ấn phẩm khoa học khác.
- Được khuyến nghị – ví dụ như trên nền tảng F1000Prime

Altmetric sử dụng một thuật toán để gán cho mỗi mục ấn phẩm nghiên cứu một điểm số được tính tự động dựa trên khối lượng và nguồn quan tâm mà mục đó đã nhận được. Điểm số này nhằm phản ánh phạm vi tiếp cận hoặc mức độ phổ biến của kết quả nghiên cứu. Bộ chỉ số này thường hay được thể hiện dưới dạng biểu đồ vòng donut nhiều màu tổng kết số lượng các nguồn quan tâm mà mục ấn phẩm nhận được (ví dụ màu đỏ cho các nguồn tin tức, xanh dương cho Twitter,...).
Nhiều nhà xuất bản lớn, bao gồm cả John Wiley & Sons, Taylor & Francis, The JAMA Network và Springer Nature đã nhúng biểu đồ Altmetric 'Donut' vào bài báo và trang sách của họ để hiển thị điểm Altmetric cho các ấn phẩm trong nền tảng nhà xuất bản.
Mặc dù chưa hoàn toàn có được sự đồng thuận về tính hợp lệ, tính nhất quán cũng như mức độ ưu tiên của các thành phần, việc giải diễn giải các thành phần của bộ chỉ số này vẫn được thảo luận. Những người ủng hộ bộ chỉ số altmetrics nói rõ rằng các số liệu này thể hiện sự chú ý hoặc sự quan tâm, hơn là chất lượng và ảnh hưởng của ấn phẩm đối với sự tiến bộ của khoa học.